# Artem Novikov
Artem Novikov, né le 13 janvier 1987 à Frounzé, est un homme d'État kirghize. Il est le Premier ministre par intérim de 2020 à 2021. Il avait précédemment été ministre de l'Économie de 2017 à 2018.

## Biographie

### Jeunesse et formation
Il est né le 13 janvier 1987 à Frounzé dans une famille d'origine russe. En 2007, il est diplômé de l'Institut de mécanique de Saint-Pétersbourg avec un diplôme en économie.

### Carrière professionnelle
De retour au Kirghizistan en 2008, il est stagiaire et traducteur au département de la politique d'investissement du ministère du Développement économique et du commerce du Kirghizistan. Puis il devient spécialiste en chef du département de la politique d'investissement du ministère du Développement économique et du Commerce.

### Parcours politique

#### Conseiller gouvernemental
De 2011 à 2012, Novikov est conseiller du Premier ministre Omurbek Babanov, puis de 2014 à 2015, celui du Premier ministre Djoomart Otorbaev. En mai 2017, il est nommé chef du département d'analyse financière et économique et de suivi du développement du cabinet du président de la République Almazbek Atambaev.
En janvier 2020, il est nommé conseiller du Premier ministre Muhammetkaly Abulgazev, puis de son successeur Koubatbek Boronov.

#### Ministre des Finances
De 2017 à 2018,, Novikov est ministre de l'Économie sous le gouvernement Sapar Isakov.

#### Premier vice-Premier ministre
Le 14 octobre 2020, il est devenu le premier vice-Premier ministre du pays, faisant partie du premier gouvernement Japarov formé après les manifestations de 2020 au Kirghizistan.

#### Premier ministre par intérim
Après la suspension des pouvoirs officiels du Premier ministre Sadyr Japarov le 14 novembre 2020, dans le cadre de sa participation à l'élection présidentielle kirghize de 2021, Novikov devient Premier ministre par intérim,. Le 21 janvier 2021, peu après sa victoire à la présidentielle, Japarov démissionne de la tête du gouvernement.
Il est alors le deuxième plus jeune dirigeant du monde, derrière le capitaine-régent Alessandro Cardelli mais devant le chancelier autrichien Sebastian Kurz.

#### Premier vice-président du Cabinet des ministres
Le 6 mai 2021, après l'entrée en vigueur de la nouvelle Constitution, Novikov est nommé premier vice-président du Cabinet des ministres. Il quitte ses fonctions le 20 mai 2021 pour devenir le président du conseil du Fonds de développement russo-kirghize.